# Conversazione/Sabati e domeniche
Conversazione/Sabati e domeniche è l'81° singolo di Mina, pubblicato nell'aprile del 1967 su vinile a 45 giri dall'etichetta Ri-Fi.

## Il disco
Entrambi i brani fanno parte dell'LP Sabato sera - Studio Uno '67.
La copertina riproduce delle decorazioni liberty di moda all'epoca.
Gli arrangiatori dirigono le rispettive orchestre.
La rivista magazine settimanale Bella regalerà alle sue lettrici il disco (stesso catalogo, diversa copertina) come gadget allegato (inserto N° 24).

## Conversazione
Elegante sigla finale dello nuovo show televisivo Sabato sera, diretto da Antonello Falqui con Mina mattatrice, che dal primo aprile 1967 sostituisce, variando di poco format e cast, il precedente Studio Uno.
Brano leggero gradito dal pubblico, ma di cui non sono disponibili dati certi sulle vendite. Occupa la 28ª posizione tra i successi del 1967.

### Musica e testo
Ennesimo delicato vestito per la voce di Mina confezionato su misura dal maestro Canfora. Una tranquilla bossa nova brasiliana che la cantante esegue con il ritmo e la sensibilità dettati dalla sua solita e unica capacità interpretativa, riconosciuta da pubblico e critica. Si arriva fino al punto di pensare a un brano originale sudamericano tradotto e non ad un prodotto assolutamente nostrano.
La versione del 45 giri è differente da quella andata in onda in trasmissione.

### Video
La sigla originale è disponibile nel DVD Gli anni Rai 1967 Vol. 6, che fa parte di un cofanetto monografico in 10 volumi pubblicato da Rai Trade e GSU nel 2008. Mentre in Gli anni Rai 1967-1968 Vol. 5 è presente la registrazione dell'esibizione durante la decima e ultima puntata di Sabato sera (3 giugno 1967).
Per il video della canzone nel quinto ciclo di caroselli Barilla, il regista Antonello Falqui adotterà la stessa tecnica di montaggio e ripresa utilizzata nell'ultima puntata della trasmissione (e manterrà questo stile per tutti gli episodi della serie). Anticipando di oltre vent'anni la moda del montaggio frenetico nei videoclip, Falqui con capacità e intuizione filma su un fondale bianco numerose sequenze di Mina che appare ogni volta con un abito diverso, costruisce poi a tempo di musica una rapida e articolata sovrapposizione di immagini, che ancora oggi conservano freschezza e attualità nonostante le numerose repliche televisive.

## Sabati e domeniche
Presentata da Mina l'8 aprile 1967 durante la seconda puntata di Sabato sera.
Il video registrato in quella puntata è reperibile sul DVD Gli anni Rai 1966-1967 Vol. 7.

## Tracce
Lato A
1. Conversazione – 2:19 (testo: Antonio Amurri – musica: Bruno Canfora; edizioni musicali Curci)

Lato B
1. Sabati e domeniche – 2:44 (testo: Mogol – musica: Giancarlo Colonnello; edizioni musicali Rias)